# Кардаиловский сельсовет
Кардаиловский сельсовет — сельское поселение в Илекском районе Оренбургской области Российской Федерации.
Административный центр — село Кардаилово.

## История
9 марта 2005 года в соответствии с законом Оренбургской области № 1899/341-III-ОЗ образовано сельское поселение Кардаиловский сельсовет, установлены границы муниципального образования.

## Население
| 2010  | 2012  | 2013  | 2014  | 2015  | 2016  | 2017  |
| ----- | ----- | ----- | ----- | ----- | ----- | ----- |
| 2555  | ↘2500 | ↘2482 | ↘2454 | ↘2447 | ↘2405 | ↘2396 |
| 2018  | 2019  | 2020  | 2021  |       |       |       |
| ↘2376 | ↘2338 | ↘2306 | ↘2280 |       |       |       |

## Состав сельского поселения
| № | Населённый пункт | Тип населённого пункта       | Население |
| - | ---------------- | ---------------------------- | --------- |
| 1 | Кардаилово       | село, административный центр | ↘2280     |